# キケ・ラモス
エンリケ・"キケ"・ラモス・ゴンサレス（Enrique 'Quique' Ramos González、1956年3月7日 - ）は、スペイン・マドリード出身の元サッカー選手。ポジションはMFだった。

## クラブ経歴
マドリードに生まれ、アトレティコ・マドリードで育った。1979-80シーズンにトップチーム昇格すると、すぐにレギュラーに定着。以降9シーズンをクラブの中心選手として活躍した。
1987-88シーズン、当時のアトレティコ・マドリード会長だったヘスス・ヒルが前会長カルデロン派を排除したことにより、ラモスもクラブを退団せざるを得なかった。退団後、ラージョ・バジェカーノで1シーズンプレーして現役を引退した。

## タイトル
アトレティコ・マドリード
- コパ・デル・レイ : 1回 (1984-85)
- スーペルコパ : 1回 (1985)